# Benzingia palorae
Benzingia palorae es una especie de orquídeas epifita. Es originaria del oeste de Sudamérica.

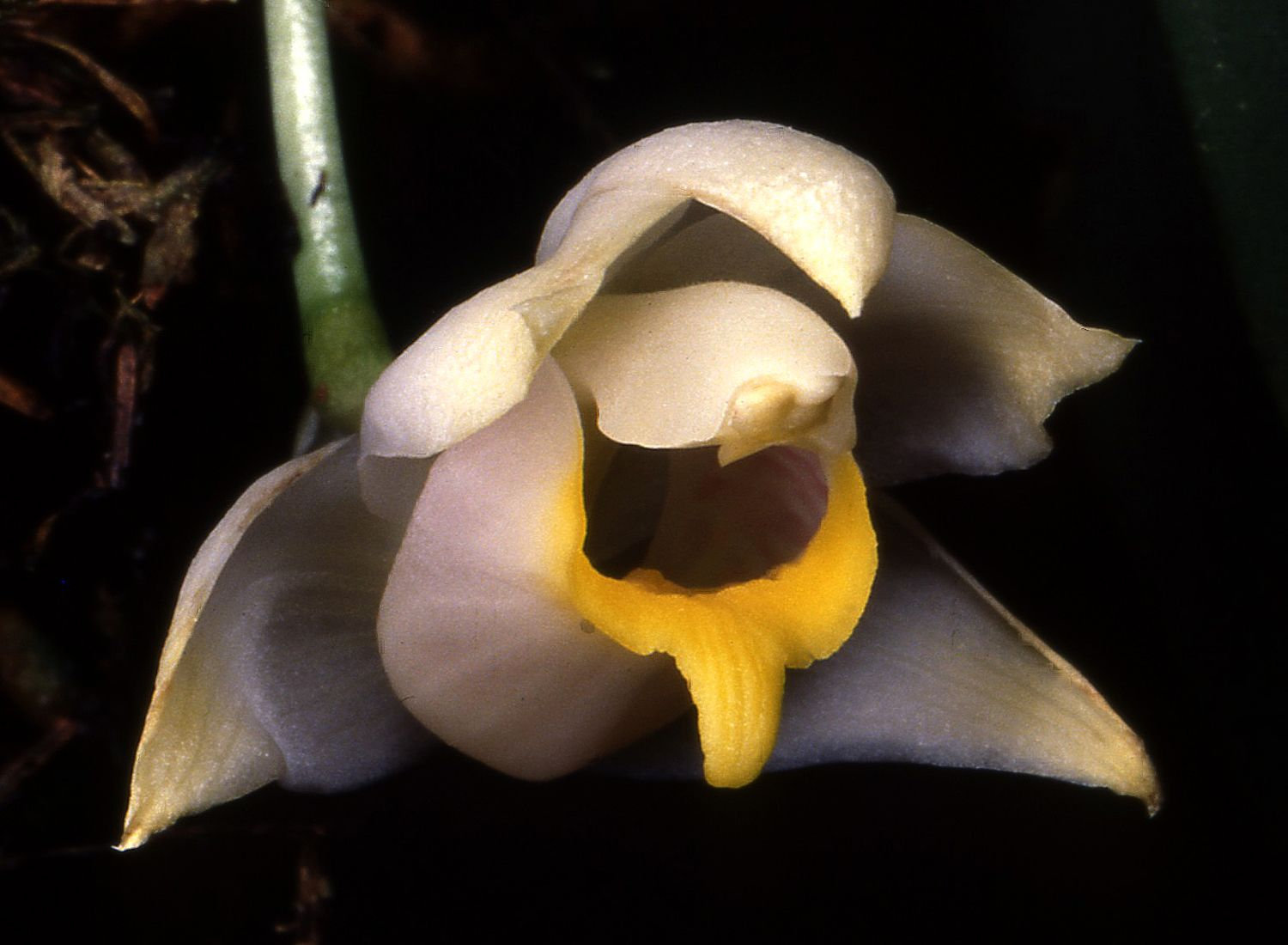
Detalle de la flor

## Descripción
Es una orquídea de pequeño tamaño que  prefiere el clima caliente a frío, tiene un hábito creciente epífita con un tallo muy corto envuelto completamente por las bases de las vainas de la hoja de soporte y transporte, las hojas de color glauco-verde, oblongo-elípticas, acuminadas, estrechándose gradualmente abajo en la base conduplicada. Florece en el verano y el otoño en una inflorescencia axilar , simple de 8 cm de largo que lleva 1-2 brácteas ovadas

## Distribución y hábitat
Se encuentra en Colombia, Ecuador y Perú en los bosques montanos muy húmedos en elevaciones de 800 a 1000 metros. 

## Taxonomía
Benzingia palorae fue descrito por (Dodson & Hirtz) Dressler y publicado en Lankesteriana: La Revista Científica ....  9(3): 527. 2010.
Etimología
Benzingia: nombre genérico otorgado en honor de David Benzing, un biólogo de la Oberlin College (Ohio, EE. UU.).
palorae: epíteto geográfico que alude a su localización en Palora una ciudad de Ecuador.
Sinónimos
- Ackermania palorae (Dodson & Hirtz) Dodson & R.Escobar
- Chondrorhyncha palorae (Dodson & Hirtz) Senghas & G.Gerlach
- Stenia palorae Dodson & Hirtz[3][4]